# Krzysztof Ciecióra
Krzysztof Jan Ciecióra (ur. 27 czerwca 1989 w Radomsku) – polski polityk i urzędnik, w latach 2019–2021 wicewojewoda łódzki, w latach 2021–2023 podsekretarz stanu w Ministerstwie Rolnictwa i Rozwoju Wsi, poseł na Sejm X kadencji.

## Życiorys
Absolwent Zespołu Szkół Elektryczno-Elektronicznych im. prof. Janusza Groszkowskiego w Radomsku. W 2014 ukończył studia historyczne na Wydziale Historyczno-Pedagogicznym Uniwersytetu Opolskiego. Został też absolwentem podyplomowych studiów menedżerskich na Uniwersytecie Warszawskim, uzyskał także dyplom MBA na Akademii WSB. W trakcie studiów był przewodniczącym samorządu studenckiego UO, a w latach 2010–2014 członkiem Rady Studentów Parlamentu Studentów Rzeczypospolitej Polskiej. Został również instruktorem Związku Harcerstwa Polskiego w Radomsku oraz wiceprezesem szkoły liderów Collegium Nobilium Opoliense. Zajął się prowadzeniem rodzinnego gospodarstwa rolnego.
Zaangażował się w działalność stowarzyszenia Razem dla Opola, brał udział w prawyborach jego kandydata na prezydenta miasta w 2014 (przegrał z Marcinem Ociepą). Z jego ramienia bezskutecznie kandydował do rady miejskiej Opola. W latach 2015–2016 pozostawał pełnomocnikiem prezydenta Opola ds. współpracy ze środowiskiem akademickim, następnie do 2018 pracował w Opolskim Urzędzie Wojewódzkim jako wicedyrektor Wydziału Infrastruktury i Nieruchomości oraz pełnomocnik wojewody ds. biznesu i przedsiębiorczości. Przewodniczył także wojewódzkiemu zespołowi ds. cudzoziemców w województwie opolskim. Później został doradcą ministra nauki i szkolnictwa wyższego oraz wicepremiera Jarosława Gowina. Związany z kierowanymi przez niego partiami – Polską Razem, a następnie Porozumieniem.
W lipcu 2019 powołano go na nowo utworzone stanowisko drugiego wicewojewody łódzkiego. Powierzono mu nadzór nad kwestiami budownictwa i gospodarki przestrzennej. W tym samym roku jako działacz Porozumienia kandydował bez powodzenia do Sejmu z listy Prawa i Sprawiedliwości. W 2021 odszedł z Porozumienia (po opuszczeniu przez nie koalicji rządowej), dołączył do stowarzyszenia politycznego OdNowa RP. W listopadzie 2021 został powołany na stanowisko podsekretarza stanu w Ministerstwie Rolnictwa i Rozwoju Wsi. W wyborach w 2023 został wybrany na posła X kadencji, kandydując z ramienia PiS w okręgu piotrkowskim i otrzymując 10 426 głosów. W związku z tym wyborem odszedł ze stanowiska w administracji rządowej. W 2024 bez powodzenia kandydował na urząd prezydenta Radomska, zajmując trzecie spośród czterech kandydatów z wynikiem 15,59% głosów.

## Życie prywatne
Syn Jacka Ciecióry. Jest żonaty.